# Мердок, Бобби
Ро́берт Уа́йт Ме́рдок (англ. Robert White Murdoch; 17 августа 1944, Рутерглен, Южный Ланаркшир, Шотландия — 15 мая 2001, Глазго, Шотландия), более известный как Бо́бби Ме́рдок (англ. Bobby Murdoch) — шотландский футболист. Выступал на позиции полузащитника.
Мердок наиболее известен своими выступлениями за шотландский «Селтик». В 1967 году в составе «кельтов» Бобби стал обладателем Кубка европейских чемпионов. В финале этого турнира глазговцы переиграли итальянский «Интернационале» со счётом 2:1.
В период с 1965 по 1969 год форвард защищал цвета национальной сборной Шотландии, провёл в её составе 12 матчей, забил шесть мячей.
После окончания карьеры футболиста Мердок стал тренером: с мая 1981 по сентябрь 1982 руководил своим последним «игровым» клубом — «Мидлсбро».
Бобби скончался 15 мая 2001 года от последствий перенесённого инсульта в больнице «Виктория» города Глазго.
В 2004 году Мердок был включён в Зал славы шотландского футбола.

## Ранние годы
Бобби родился 17 августа 1944 года в шотландском городке Рутерглен области Южный Ланаркшир. Там же посещал начальную школу Святого Колумбы (англ. St. Columbkillle's Primary school). После её окончания Мердок перебрался в Мотеруэлл, где начал обучаться в средней школе Богородицы (англ. Our Lady’s High Secondary). Во время пребывания в данном учебном заведении Бобби играл в школьной футбольной команде бок о бок со своим будущим партнёром по глазговскому «Селтику» Билли Макниллом.

## Карьера футболиста

### Клубная карьера

#### «Селтик»
В августе 1959 года Мердок присоединился к составу гранда шотландского футбола — глазговского клуба «Селтик». Соглашение обозначало только частичную занятость Бобби футболом — по нему он получал три фунта стерлингов в неделю. Нехватку денег Мердок компенсировал, работая на местном металлопрокатном заводе. В том же году для получения игровой практики «кельты» отдали Бобби по арендному соглашению в молодёжный клуб «Камбасленг Рейнджерс». За эту команду Мердок выступал на протяжении двух лет, после чего на постоянной основе вернулся на «Селтик Парк».
Дебют молодого футболиста в глазговском коллективе состоялся 11 августа 1962 года, когда «кельты» в рамках Кубка шотландской лиги встречались с «Харт оф Мидлотиан». Первый «блин» не вышел комом — Мердок, поразив ворота «Хартс», помог своей команде одержать победу со счётом 3:1.
Тем не менее, первые годы в рядах «кельтов» у Бобби складывались неровно — наставник «Селтика» Джимми Макгрори не слишком жаловал молодёжь, предпочитая ей более опытных игроков. Менеджер ставил Мердока на позицию правого инсайда, хотя по игре молодой футболист не слишком впечатлял своими действиями в данном амплуа. Всё изменилось с приходом на «тренерский мостик» глазговцев Джока Стейна в 1965 году. Специалист перевёл Мердока на правый фланг полузащиты, и это решение стало правильным: Бобби начал демонстрировать очень качественную и эффективную игру. Вместе с Берти Олдом и Джимми Джонстоном игрок образовал одно из самых острых трио атакующих полузащитников в европейском футболе 60-х годов. Примечательно, что современники Бобби отмечали его нефутбольное телосложение, всегда присутствовавший лишний вес, который, тем не менее, ни коим образом не отражался на отличных игровых качествах Мердока. Также среди болельщиков «Селтика» до сих пор ходит легенда, что Джок Стейн пытался бороться с полнотой своего подопечного, даже однажды направив его в клинику, где футболиста посадили на специальную диету. Вернулся в команду Бобби ещё более «тяжеловесным», после чего менеджер отказался от попыток повлиять на вес игрока.
Всего за время, проведённое в «Селтике», Мердок стал обладателем восьми титулов чемпиона Шотландии, по пять раз выигрывал национальный Кубок и Кубок лиги. Также в 1967 году Бобби покорился Кубок европейских чемпионов. В финале этого турнира глазговцы переиграли итальянский «Интернационале» со счётом 2:1. Мердок сыграл важную роль в победном забитом голе «Селтика» — его удар по воротам «нерадзурри» подправил форвард глазговцев Стиви Чалмерс, после чего мяч влетел в сетку. Через три года Бобби с «кельтами» вновь вышли в финал Кубка европейских чемпионов, однако на этот раз они были биты в дополнительное время нидерландским «Фейеноордом». По итогам сезона 1968/69 Мердок был признан «Игроком года по версии шотландских журналистов». За 14 лет в составе «Селтика» футболист провёл свыше 500 матчей различных турниров, забил 110 мячей Его важность для «кельтов» всегда подчёркивал Джок Стейн: к примеру, на одной из пресс-конференций на вопрос журналиста о способности глазговцев повторить успех на европейской арене 1967 года, тренер ответил: «Да, но при условии того, что Бобби Мердок будет в форме». Также менеджер однажды сказал, что Бобби «лучший игрок, которого я когда-либо тренировал».
Последние годы в глазговской команде для Бобби омрачились серией травм, соответственно, длительным бездействием, после чего он с трудом набирал оптимальную спортивную форму из-за проблем с лишним весом. В 1973 году наставник «Селтика» Джок Стейн позволил Мердоку покинуть «бело-зелёных» в качестве свободного агента.

#### «Мидлсбро»
Покинув Глазго, Мердок присоединился к английскому «Мидлсбро», став первым подписанием Джека Чарльтона на посту главного тренера «боро». Примечательно, что в период выступлений за «речников» Бобби взял под свою опеку другого шотландского в будущем известного игрока и тренера, Грэма Сунесса. По итогам первого же сезона Мердока в Англии его клуб, победив во Втором дивизионе, добился права выступать в высшей лиге страны. За три года Бобби сыграл за «Мидлсбро» 125 матчей и в 1976 году объявил о завершении своей карьеры футболиста.

#### Клубная статистика
| Клуб                | Сезон               | Чемпионат | Чемпионат | Кубок | Кубок | Кубок Лиги | Кубок Лиги | Еврокубки | Еврокубки | Межконтинентальный кубок | Межконтинентальный кубок | Итого | Итого |
| Клуб                | Сезон               | Игры      | Голы      | Игры  | Голы  | Игры       | Голы       | Игры      | Голы      | Игры                     | Голы                     | Игры  | Голы  |
| ------------------- | ------------------- | --------- | --------- | ----- | ----- | ---------- | ---------- | --------- | --------- | ------------------------ | ------------------------ | ----- | ----- |
| Селтик              | 1962/63             | 19        | 4         | 6     | 5     | 6          | 2          | —         | —         | —                        | —                        | 31    | 11    |
| Селтик              | 1963/64             | 26        | 15        | 3     | 1     | 3          | 0          | 7         | 3         | —                        | —                        | 39    | 19    |
| Селтик              | 1964/65             | 32        | 8         | 6     | 0     | 9          | 5          | 4         | 2         | —                        | —                        | 51    | 15    |
| Селтик              | 1965/66             | 31        | 5         | 7     | 2     | 11         | 2          | 8         | 2         | —                        | —                        | 57    | 11    |
| Селтик              | 1966/67             | 31        | 4         | 4     | 2     | 10         | 2          | 9         | 0         | —                        | —                        | 54    | 8     |
| Селтик              | 1967/68             | 34        | 6         | 1     | 0     | 9          | 2          | 2         | 0         | 3                        | 0                        | 49    | 8     |
| Селтик              | 1968/69             | 30        | 4         | 7     | 2     | 8          | 1          | 5         | 1         | —                        | —                        | 50    | 8     |
| Селтик              | 1969/70             | 26        | 5         | 5     | 0     | 6          | 0          | 7         | 1         | —                        | —                        | 44    | 6     |
| Селтик              | 1970/71             | 23        | 2         | 1     | 0     | 8          | 0          | 4         | 2         | —                        | —                        | 36    | 4     |
| Селтик              | 1971/72             | 15        | 4         | 6     | 1     | 6          | 0          | 6         | 0         | —                        | —                        | 33    | 5     |
| Селтик              | 1972/73             | 24        | 4         | 7     | 0     | 7          | 3          | 2         | 0         | —                        | —                        | 40    | 7     |
| Селтик              | 1973/74             | —         | —         | —     | —     | 1          | 0          | —         | —         | —                        | —                        | 1     | 0     |
| Всего за «Селтик»   | Всего за «Селтик»   | 291       | 61        | 53    | 13    | 84         | 17         | 54        | 11        | 3                        | 0                        | 485   | 102   |
| Мидлсбро            | 1973/74             | 34        | 5         | 2     | 0     | 3          | 0          | —         | —         | —                        | —                        | 39    | 5     |
| Мидлсбро            | 1974/75             | 39        | 1         | 4     | 1     | 4          | 0          | —         | —         | —                        | —                        | 47    | 2     |
| Мидлсбро            | 1975/76             | 22        | 0         | 1     | 0     | 6          | 0          | —         | —         | —                        | —                        | 29    | 0     |
| Всего за «Мидлсбро» | Всего за «Мидлсбро» | 95        | 6         | 7     | 1     | 13         | 0          | 0         | 0         | 0                        | 0                        | 115   | 7     |
| Всего за карьеру    | Всего за карьеру    | 386       | 67        | 60    | 14    | 97         | 17         | 54        | 11        | 3                        | 0                        | 600   | 109   |

### Сборная Шотландии
С 1965 по 1969 год Мердок защищал цвета национальной сборной Шотландии. Дебют Бобби в составе «тартановой армии» состоялся 9 ноября 1965 года, когда «горцы» в рамках отборочного турнира к чемпионату мира 1966 года на своей арене «Хэмпден Парк» переиграли с минимальным счётом 1:0 оппонентов из Италии. Уже в своей второй игре, коей стала встреча Домашнего чемпионата Великобритании против Уэльса, Мердок забил свои первые голы за сборную, оформив «дубль» в ворота валлийцев. Всего за «тартановую армию» Бобби провёл 12 матчей, забил шесть мячей. Такое небольшое количество игр за сборную обуславливается тем, что наставники национальной команды больше предпочитали Мердоку других футболистов, в частности, Билли Бремнера и Джима Бакстера.

#### Матчи и голы за сборную Шотландии
| №  | Дата            | Место                                      | Оппонент          | Счёт | Голы Мердока | Соревнование                                      |
| 1  | 9 ноября 1965   | «Хэмпден Парк», Глазго, Шотландия          | Италия            | 1:0  | —            | Отборочный матч чемпионата мира по футболу 1966   |
| 2  | 24 ноября 1965  | «Хэмпден Парк», Глазго, Шотландия          | Уэльс             | 4:1  | 2            | Домашний чемпионат Великобритании                 |
| 3  | 7 декабря 1965  | «Сан-Паоло», Неаполь, Италия               | Италия            | 0:3  | —            | Отборочный матч чемпионата мира по футболу 1966   |
| 4  | 2 апреля 1966   | «Хэмпден Парк», Глазго, Шотландия          | Англия            | 3:4  | —            | Домашний чемпионат Великобритании                 |
| 5  | 16 ноября 1966  | «Хэмпден Парк», Глазго, Шотландия          | Северная Ирландия | 2:1  | 1            | Отборочный матч чемпионата Европы по футболу 1968 |
| 6  | 21 октября 1967 | «Уиндзор Парк», Белфаст, Северная Ирландия | Северная Ирландия | 0:1  | —            | Отборочный матч чемпионата Европы по футболу 1968 |
| 7  | 11 декабря 1968 | «ГСП», Никосия, Кипр                       | Кипр              | 5:0  | 2            | Отборочный матч чемпионата мира по футболу 1970   |
| 8  | 16 апреля 1969  | «Хэмпден Парк», Глазго, Шотландия          | ФРГ               | 1:1  | 1            | Отборочный матч чемпионата мира по футболу 1970   |
| 9  | 3 мая 1969      | «Рейскорс Граунд», Рексем, Уэльс           | Уэльс             | 5:3  | —            | Домашний чемпионат Великобритании                 |
| 10 | 6 мая 1969      | «Хэмпден Парк», Глазго, Шотландия          | Северная Ирландия | 1:1  | —            | Домашний чемпионат Великобритании                 |
| 11 | 10 мая 1969     | «Уэмбли», Лондон, Англия                   | Англия            | 1:4  | —            | Домашний чемпионат Великобритании                 |
| 12 | 5 ноября 1969   | «Пратер», Вена, Австрия                    | Австрия           | 0:2  | —            | Отборочный матч чемпионата мира по футболу 1970   |

Итого: 12 матчей / 6 голов; 5 побед, 2 ничьи, 5 поражений.

#### Сводная статистика игр/голов за сборную
| Сборная          | Год              | Отборочные матчи ЧМ | Отборочные матчи ЧМ | Финальные матчи ЧМ | Финальные матчи ЧМ | Отборочные матчи ЧЕ | Отборочные матчи ЧЕ | Финальные матчи ЧЕ | Финальные матчи ЧЕ | Товарищеские матчи | Товарищеские матчи | Домашний чемпионат Великобритании | Домашний чемпионат Великобритании | Итого | Итого |
| Сборная          | Год              | Игры                | Голы                | Игры               | Голы               | Игры                | Голы                | Игры               | Голы               | Игры               | Голы               | Игры                              | Голы                              | Игры  | Голы  |
| ---------------- | ---------------- | ------------------- | ------------------- | ------------------ | ------------------ | ------------------- | ------------------- | ------------------ | ------------------ | ------------------ | ------------------ | --------------------------------- | --------------------------------- | ----- | ----- |
| Шотландия        | 1965             | 2                   | 0                   | —                  | —                  | —                   | —                   | —                  | —                  | —                  | —                  | 1                                 | 2                                 | 3     | 2     |
| Шотландия        | 1966             | —                   | —                   | —                  | —                  | 1                   | 1                   | —                  | —                  | —                  | —                  | 1                                 | 0                                 | 2     | 1     |
| Шотландия        | 1967             | —                   | —                   | —                  | —                  | 1                   | 0                   | —                  | —                  | —                  | —                  | —                                 | —                                 | 1     | 0     |
| Шотландия        | 1968             | 1                   | 2                   | —                  | —                  | —                   | —                   | —                  | —                  | —                  | —                  | —                                 | —                                 | 1     | 2     |
| Шотландия        | 1969             | 2                   | 1                   | —                  | —                  | —                   | —                   | —                  | —                  | —                  | —                  | 3                                 | 0                                 | 5     | 1     |
| Всего за карьеру | Всего за карьеру | 5                   | 3                   | 0                  | 0                  | 2                   | 1                   | 0                  | 0                  | 0                  | 0                  | 5                                 | 2                                 | 12    | 6     |

### Сборная Шотландской футбольной лиги
Также с 1965 по 1969 год Мердок приглашался и играл в составе сборной Шотландской футбольной лиги, которая проводила товарищеские матчи с аналогичными командами из Англии, Ирландии и Северной Ирландии. Всего за клубных «горцев» Бобби провёл пять встреч.

#### Матчи за сборную Футбольной лиги Шотландии
| № | Дата            | Место                              | Оппонент                           | Счёт | Голы Мердока | Соревнование      |
| 1 | 8 сентября 1965 | «Айброкс», Глазго, Шотландия       | Сборная Ирландской футбольной лиги | 6:2  | —            | Товарищеский матч |
| 2 | 7 сентября 1966 | «Селтик Парк», Глазго, Шотландия   | Сборная Футбольной лиги Ирландии   | 6:0  | —            | Товарищеский матч |
| 3 | 20 марта 1968   | «Эйрсом Парк», Мидлсбро, Англия    | Сборная Футбольной лиги Англии     | 0:2  | —            | Товарищеский матч |
| 4 | 4 сентября 1968 | «Далимаунт-Парк», Дублин, Ирландия | Сборная Футбольной лиги Ирландии   | 0:0  | —            | Товарищеский матч |
| 5 | 26 марта 1969   | «Хэмпден Парк», Глазго, Шотландия  | Сборная Футбольной лиги Англии     | 1:3  | —            | Товарищеский матч |

Итого: 5 матчей / 0 голов; 2 победы, 1 ничья, 2 поражения.

### Достижения

#### Командные достижения
«Селтик»
- Обладатель Кубка европейских чемпионов: 1966/67
- Чемпион Шотландии (8): 1965/66, 1966/67, 1967/68, 1968/69, 1969/70, 1970/71, 1971/72, 1972/73
- Обладатель Кубка Шотландии (5): 1964/65, 1966/67, 1968/69, 1970/71, 1971/72
- Обладатель Кубка шотландской лиги (5): 1965/66, 1966/67, 1967/68, 1968/69, 1969/70
- Финалист Кубка европейских чемпионов: 1969/70
- Финалист Кубка Шотландии (4): 1962/63, 1965/66, 1969/70, 1972/73
- Финалист Кубка шотландской лиги (4): 1964/65, 1970/71, 1971/72, 1972/73

 «Мидлсбро»
- Победитель Второго дивизиона Футбольной лиги: 1973/74

#### Личные достижения
- Игрок года по версии Шотландской ассоциации футбольных журналистов: 1969
- Зал славы шотландского футбола: включён в 2004 году

## Тренерская карьера
Окончив свою карьеру футболиста в 1976 году, Мердок остался в «Мидлсбро», став тренером юношеских составов «речников». В 1981 году шотландец был назначен главным тренером «Боро». Этот опыт оказался неудачным — в 54 играх под руководством Бобби «Мидлсбро» смог победить лишь в девяти. Мердок покинул свой пост в сентябре 1982 года после того, как «речники» по итогам сезона 1981/82 вылетели из высшего английского дивизиона.

### Тренерская статистика
| Мидлсбро | Англия | 31 мая 1981 | 29 сентября 1982 | 54 | 9 | 19 | 26 | 16,67 |
| Итого    | Итого  | Итого       | Итого            | 54 | 9 | 19 | 26 | 16,67 |

И — игры, В — выигрыши, Н — ничьи, П — поражения, % побед — процент побед 

## После окончания карьеры
После окончания карьеры Мердок неудачно пробовал себя в качестве футбольного журналиста. В 1995 году Бобби выиграл судебное дело против Медицинского апелляционного комитета Шотландии по поводу того, что травма лодыжки, полученная им во времена выступлений за «Селтик», подпадает под вид производственного травматизма и, соответственно, ему была положена денежная компенсация от государства. В свои последние годы Бобби часто появлялся на «Селтик Парк» в роли официального представителя глазговского клуба. Мердок скончался в 5 часов утра 15 мая 2001 года от последствий перенесённого инсульта в больнице «Виктория» города Глазго. У Бобби остались жена Кейтлин, с которой он состоял в официальном браке с 1964 года, два сына и дочь. Мердок стал первым умершим футболистом из состава «Лиссабонских львов», выигравших Кубок европейских чемпионов 1967 года. Уже после своей смерти Бобби был введён в Зал славы шотландского футбола, произошло это в 2004 году.

## Цитаты
Эленио Эррера, главный тренер итальянского «Интернационале» (после финального поединка Кубка европейских чемпионов 1967 года):
Бобби Мердок — это совершенный футболист.
Джок Стейн, главный тренер «Селтика» 1965—1978:
Насколько я могу судить, Мердок — это лучший игрок, которого я когда-либо тренировал.
Джим Крейг, игрок «Селтика» 1965—1972:
Бобби был странным парнем во всех отношениях. На вид такой большой, дерзкий, уверенный в себе, но с другой стороны он был великим интровертом и преданным семьянином. Он не был уверенным в себе человеком. Перед игрой мы всегда пытались его взбодрить, хотя многие люди, не знающие Бобби, думали, что с его талантом можно просто выйти на поле и играть. Мердок всегда знал, что мы полагаемся на него, и он справлялся с этим давлением. Из футбольных качеств Бобби я могу выделить пару сильных ног, мощный удар и отличное видение поля. Нет большего комплимента, чем то, что, когда он играл, тогда играла команда. Выступать рядом с ним было одно удовольствие.
Грэм Сунесс, одноклубника Мердока по «Мидлсбро»:
Он пришёл в клуб в нужное время, не только для меня, но и для всей команды. Его опыт вселялся в нас. Очень большая заслуга Мердока, когда мы добились повышения в классе в 1974 году. Бобби обладал отличным пасом и всегда был настроен на борьбу. Он всегда давал мне совет и объяснял, что я сделал неправильно.
Джимми Макгрори, главный тренер «Селтика» 1945—1965:
Мердок обладал самым что ни на есть футбольным мозгом и позиционным чутьём подобно Алеку Томсону.
Джек Чарльтон, главный тренер «Мидлсбро» 1973—1977:
Бобби — самый честный футболист, которого я когда-либо знал.
Билли Макнилл, игрок и капитан «Селтика» 1957—1975:
Он был весьма популярным парнем и отличным игроком. Но ещё более важно, что Бобби был просто очень порядочным человеком.